# André Gedalge
André Gedalge (París, 27 de diciembre de 1856 - Chessy, Sena y Marne, 5 de febrero de 1926) fue un influyente compositor y profesor de música francés.

## Biografía
Gedalge nació en 75 rue des Saints-Pères, en París, donde trabajó inicialmente como vendedor de libros y editor, especializándose en livres de prix para colegios públicos. Durante este tiempo publicó libros de Marie Laubot y Edmond About para la Librairie Gedalge.
Hasta 1886, a los 28 años, no ingresó en el Conservatorio de París y ese mismo año obtuvo el segundo Premio de Roma. Ahí estudió con Ernest Guiraud, profesor de contrapunto y fuga, y maestro de Jules Massenet.
En 1891, Gedalge compuso la partitura para le Petit Savoyard, una pantomima en cuatro actos presentada en les Nouveautés. En 1895, Pris au Piège ganó el Prix Cressent. En junio de 1900, su ballet en un acto Phoebé debutó en la Opéra-Comique. Compuso Quatuor d'archet, les Vaux de Vire (una serie de canciones), canciones infantiles, y tres sinfonías. Estas provocaron el orgulloso lema que les siguió: "Ni literatura, ni pintura", se definió como "música pura". Su Sinfonía nº 3 en Fa mayor y su Concierto para piano y orquesta (1899) fueron considerados obras maestras de la música francesa.[cita requerida]
Años antes de la Primera Guerra Mundial, Gedalge ejerció como alcalde de Chessy, Seine-et-Marne, donde murió posteriormente y donde está enterrado.

## Enseñanza
Influyó en muchos estudiantes de música, entre ellos André Bloch, Nadia Boulanger, Claude Delvincourt, Jean Roger-Ducasse, George Enescu, Arthur Honegger, Jacques Ibert, Charles Koechlin, Paul Ladmirault, Raoul Laparra, Darius Milhaud, Max d'Ollone, Henri Rabaud, Maurice Ravel y Florent Schmitt.
También escribió obras educativas para estudiantes: "Tratado de la Fuga" («Traité de la fugue», 1904), y un libro sobre "La Enseñanza musical mediante la educación auditiva" («L'Enseignement de la Musique par l'éducation de l'oreille» 1922).
Fue relativamente modesto y, como tal, no logró una gran reputación como músico individual, pero fue bastante beneficiado con el amplio reconocimiento de sus estudiantes. Un día después de su muerte, se escribió: 

Daba a sus alumnos lo mejor de sí mismo: el saber, el conocimiento de los hombres y ese don supremo que es la bondad. Bastaba que alguien fuese pobre y digno de llamarse músico para que le diese consejo, lecciones y una afectuosa acogida no solamente en su clase, sino en la intimidad de su hogar. («Il donnait à ses élèves le meilleur de lui-même : le savoir, la connaissance des hommes et ce don suprême qu'est la bonté. Il suffisait qu'un être fût pauvre et digne du nom de musicien pour qu'il trouvât conseils, leçons et affectueux accueil non seulement à sa classe, mais dans l'intimité de son logis».

## Composiciones selectas
- 1891 Le Petit Savoyard, pantomima
- 1893 Hélène, drama
- 1895 Pris au piège, ópera ligera
- 1899 Concierto para piano y orquesta
- 1900 Phoebé, ballet

## Escritos
- 1901 Traité de la fugue
- 1922 l'Enseignement de la Musique par l'éducation de l'oreille